# Baza
Baza är en stad och kommun i provinsen Granada i den autonoma regionen Andalusien i södra Spanien. Staden ligger cirka 81 kilometer nordost om Granada. Kommunen har 20 562 invånare (2024), på en yta av 545,39 km².
Under morernas tid 713–1489 fanns här en blomstrande stad med omkring 50 000 invånare.